# Salvatore Rabbio
Salvatore Rabbio (* 27. Juli 1934 in Boston) ist ein US-amerikanischer Schlagwerker, der auch als Hochschullehrer tätig war.
Rabbio begann seine Ausbildung am klassischen Schlagwerk an der Junior High School. Er war einige Zeit als Perkussionist in der Bostoner Jazzszene aktiv und trat mit Sammy Nesticos Bigband, Herb Pomeroy und Don Ellis auf. Er studierte dann an der Musikschule der Boston University bei Charles Smith, dem Schlagwerker des Boston Symphony Orchestra und trat mit dem  Boston University Orchestra in der amerikanischen Premiere von Igor Strawinskis The Rake’s Progress unter Leitung des Komponisten und Carl Orffs Carmina Burana unter Leitung von Leopold Stokowski auf.
1956 schloss er das Studium mit dem Bachelor-Grad ab. Nach Auftritten als Gewinner der Boston University Concerto Competition mit  dem Boston Pops Orchestra unter Arthur Fiedler wurde er 1958 Erster Paukist des Detroit Symphony Orchestra. Er hatte diese Stelle vierzig Jahre lang unter Dirigenten wie John Barbirolli, Paul Paray, Sixten Ehrling, Antal Doráti, Neeme Järvi, Eugen Jochum, Seiji Ozawa, Charles Dutoit und Eugene Ormandy inne. Als Solist spielte er u. a. Malloy Millers Ngoma (mit dem Boston Pops, 1956), die Premiere von Harold Laudenslagers Concertato für Pauken und Orchester (mit dem Orchester der Wayne State University, 1964), Robert Parris’ The Phoenix (mit dem Detroit Symphony Orchestra, 1970) und Johann Carl Christian Fischers Sinfonie für 8 Pauken und Orchester (mit dem Detroit Symphony Orchestra, 1992).
Bereits von 1954 bis 1956 unterrichtete Rabbio an der Boston University. Von 1962 bis 1986 leitete er das Department für Perkussion an der Wayne State University in Detroit. Daneben unterrichtete er ab 1973 in der Zeit des Aspen Music Festivals als Vertreter von Charles Owen an der University of Michigan, wo er von 1987 bis 1998 schließlich eine Professur innehatte. Von 2001 bis 2006 war er Lehrer am Boston Conservatory, daneben gab er weltweit Meisterklassen und Gastvorlesungen an Universitäten. Zu seinen zahlreichen erfolgreichen Schülern zählen Christopher Lamb, Mark Griffith, John Spiritus, Bruce Pulk und Fred Marderness, Brian Prechtl, Trey Wyatt, Shannon Wood, Matt Prendergast, Gregg Koyle und Guy Leslie, eine Laufbahn als Hochschullehrer schlugen neben Lamb auch Joseph Gramley, Dan Armstrong, Gary France, Gary Cook, Tony DiSanza, Alison Shaw, Nick Petrella und Pat Roulet ein. 2010 wurde er mit dem Distinguished Alumni Award der College of Fine Arts School of Music der Boston University geehrt.